# Harry Lumley
Harry Garfield Lumley (Forest City, Pensilvania, 29 de septiembre de 1880-Binghamton, Nueva York, 22 de mayo de 1938), más conocido como Harry Lumley, fue un jugador profesional estadounidense de béisbol que se desempeñó en la posición de jardinero derecho en las Grandes Ligas de Béisbol (MLB).

## Carrera
Lumley jugó como profesional siete temporadas en Brooklyn Superbas (1904-1910), y fue el equipo en el que se retiró.

## Títulos
Fue campeón en jonrones de la Liga Nacional en una oportunidad (1904).